# Cynops fudingensis
Espèce
Synonymes
- Hypselotriton fudingensis Wu, Wang, Jiang, & Hanken, 2010

Cynops fudingensis est une espèce d'urodèles de la famille des Salamandridae.

## Répartition
Cette espèce est endémique du Fujian en Chine. Elle se rencontre à 718 m d'altitude à Fuding dans la préfecture de Ningde.

## Étymologie
Son nom d'espèce, composé de fuding et du suffixe latin -ensis, « qui vit dans, qui habite », lui a été donné en référence au lieu de sa découverte, Fuding.

## Publication originale
- Wu, Wang, Jiang & Hanken, 2010 : A new newt of the genus Cynops (Caudata: Salamandridae) from Fujian Province, southeastern China. Zootaxa, no 2346, p. 42-52.